# Belisana sumba
Belisana sumba är en spindelart som beskrevs av Huber 2005. Belisana sumba ingår i släktet Belisana och familjen dallerspindlar. Inga underarter finns listade.